# Lovci serije Century
Lovci serije Century je oznaka za ameriške lovce z oznako med F-100 in F-106. Vsi lovci so iz istega obdobja in so si deloma podobni. V uporabi so ostali do 1970ih in 1980ih, nekateri QF-100, QF-102 in QF-106 so ostali v uporabi kot zračne tarče do poznih 1990ih.  

## Lovci serije Century
Lovci serije Century imajo oznako (F-) v obsegu 100-106.
Modeli, ki so bili serijsko proizvajani:
- North American F-100 Super Sabre
- McDonnell F-101 Voodoo
- Convair F-102 Delta Dagger
- Lockheed F-104 Starfighter
- Republic F-105 Thunderchief
- Convair F-106 Delta Dart

Termin "Century" ne vključuje manj uspešnih prototipov (konceptov) z oznako med F-100 in F-109, kot so Republic XF-103, North American YF-107, XF-108 Rapier, Bell XF-109 VTOL in F-109. Prav tako ne vključuje F-111, radarsko nevidnega F-117 Nighthawk in tudi F-110 Spectre, ki je bil pozneje preimenovan v F-4 Phantom II.
- USAF "Thunderbirds" F-100D
- McDonnell F-101B Voodoo
- F-102 z zaviralnim padalom
- Lockheed F-104G Starfighter
- Republic F-105D polno naložen z bombami
- USAF F-106A Delta Dart izstreli jedrsko raketo AIR-2 Genie